# Здитово (Здитовский сельсовет)
Зди́тово (бел. Здзі́тава) — агрогородок, центр Здитовского сельсовета Берёзовского района Брестской области Беларуси. В прошлом — средневековый город Здитов, являлся одним из центров на южных рубежах т. н. Чёрной Руси.
Население — 480 человек (2019).

## География
Агрогородок находится в 7 км к югу от города Берёза и в 12 км к западу от Белоозёрска. По восточной окраине села протекает река Ясельда (бассейн Днепра). Местные дороги соединяют агрогородок с шоссе М1 и Р84 (до обеих дорог от Здитово около 2 км). Ближайшая ж/д станция в Берёзе на магистрали Минск — Брест.

## История
Известна с 1563 года в составе Блуденского войтовства. В 1672 году «Кристина Высокинская завещала картезианскому монастырю Картуз-Берёзы три волоки земли в Здитово Слонимского повета». 
После третьего раздела Речи Посполитой (1795 год) в составе Российской империи. В 1864 году в Блуденской волости Пружанского уезда Гродненской губернии. В конце XIX века в Картуз-Березской волости. В 1890 году Здитовскому сельскому товариществу принадлежало 204 десятины земли. Посёлок Здитов относился к Берёзовскому сельскому товариществу, имение Старый Здитов принадлежало помещику Януарию Микульскому.
В 1905 году деревня и имение (за два километра от деревни). С 1915 года оккупирована германскими войсками, с 1919 года по июль 1920 года и с августа 1920 года — войсками Польши. В июле 1920 года на непродолжительное время установлена советская власть.
Согласно Рижскому мирному договору (1921) деревня вошла в состав гмины Берёза Картузская Пружанского повета Полесского воеводства межвоенной Польши, с 1932 года — в гмине Сигневичи. С 1939 года в составе БССР. С 1940 деревня Углянского сельсовета. В 1941—1944 годах оккупирована немецко-фашистскими захватчиками, убиты 60 жителей деревни. В июле 1944 года при освобождении Берёзовского района около Здитово погибли 185 солдат и офицеров 174-го гвардейского полка гвардейской стрелковой дивизии 20-го стрелкового корпуса 18-й армии 1-го Белорусского фронта. В 1966 году на братском воинском кладбище был установлен обелиск.
В 1967 году центр сельсовета перенесён в Здитово.

## Население
| Численность населения (по годам) | Численность населения (по годам) | Численность населения (по годам) | Численность населения (по годам) | Численность населения (по годам) | Численность населения (по годам) | Численность населения (по годам) | Численность населения (по годам) | Численность населения (по годам) |
| 1897                             | 1905                             | 1940                             | 1959                             | 1970                             | 1999                             | 2005                             | 2009                             | 2019                             |
| -------------------------------- | -------------------------------- | -------------------------------- | -------------------------------- | -------------------------------- | -------------------------------- | -------------------------------- | -------------------------------- | -------------------------------- |
| 217                              | ↗222                             | ↗384                             | ↘348                             | ↗504                             | ↗583                             | ↘566                             | ↘510                             | ↘480                             |

## Достопримечательность
- Стела-стена